# Везучий случай
«Везу́чий слу́чай!» — российская кинокомедия 2017 года режиссёра Романа Самгина.
Премьерный кинопрокат фильма состоялся 16 марта 2017 года, а телевизионная премьера — 31 августа 2017 года на телеканале «СТС».

## Сюжет
Небогатый продавец из Екатеринбурга Валера вместе с друзьями обнаруживает счастливый лотерейный билет: сумма их выигрыша составляет 43 миллиона рублей. Мужики понимают, что распорядиться деньгами они не смогут, если о выигрыше узнают их жёны. Поэтому Валера с друзьями сбегают в Москву. Вскоре жёны всё узнают и устраивают погоню за своими мужьями…
Все их похождения и приключения заканчиваются на пляже в Геленджике.

## В ролях
| Актёр              | Роль                             |
| ------------------ | -------------------------------- |
| Андрей Рожков      | Валера главный герой             |
| Дмитрий Брекоткин  | Сергей                           |
| Вячеслав Мясников  | Саша                             |
| Михаил Трухин      | Гоша (Георгий Михайлович)        |
| Алексей Маклаков   | Василич                          |
| Олеся Железняк     | Маша жена Валеры                 |
| Ольга Медынич      | Света жена Сергея                |
| Валентина Мазунина | Лена жена Гоши                   |
| Ольга Дибцева      | молодуха Василича имя не указано |

### В эпизодах
| Актёр                   | Роль                                                            |
| ----------------------- | --------------------------------------------------------------- |
| Татьяна Кравченко       | жена Василича Татьяна                                           |
| Юлия Михалкова-Матюхина | Галя                                                            |
| Анна Уколова            | травматолог Оксана                                              |
| Роза Сябитова           | имя не указано женщина в магазине                               |
| Ольга Елисеева          | актриса театра Семьянюки Виктория, начальница отделения лотереи |
| Евгений Косырев         | работник отделения лотереи имя не указано                       |
| Людмила Князева         | мама Сани имя не указано                                        |

## Съёмки
Съёмки фильма проходили в Москве с августа по октябрь 2016 года. Для актёров «Уральских пельменей» — Андрея Рожкова и Вячеслава Мясникова — картина стала дебютом в большом кино.

## Критика
Фильм получил негативные оценки кинокритиков:
Борис Иванов, «Film.ru»:

Второсортная фарсовая комедия с участием «Уральских пельменей», которая куда менее смешна и обаятельна, чем лучшие телепередачи труппы. <…> В то время как в программах «Пельменей» регулярно попадаются изобретательные номера, в «Везучем случае!» ничего особенно изобретательного нет. Почти все шутки и приколы этой фарсовой комедии можно разделить на три типа: «герои выпили и валяют дурака», «женщины пилят мужчин» и «персонаж Рожкова изображает Отелло». <…> …душевностью кино не блещет. В основном это фильм про валяние дурака спьяну и на трезвую голову, причём без полного афоризмов юмора «Особенностей национальной охоты». Правда, в «Везучем случае!» собраны актёры и актрисы, которые комичны и без сильного материала.

Антон Тримайлов, «Наша газета»:

Все полтора часа нам показывают пьяных, кривляющихся, безответственных, беспринципных и буквально опасных для общества людей, которым просто повезло выиграть крупную сумму денег. Никакого сопереживания или сострадания они не вызывают. Если и есть в этом смешное, то это фирменные «пельменские» гэги и приколы. Что касается актёрских работ, то «пельменям» Рожкову, Брекоткину и Мясникову «полный метр» дался довольно сложно. Всё-таки ребята привыкли видеть ответную реакцию зала и работать на конкретную аудиторию, в кино ничего этого нет, и выглядели они от этого слегка растеряно. И если Рожков ещё пытался выдать какую-то трагикомическую драматургию, то остальные довольно быстро бросили эту затею. То же можно сказать и про Олесю Железняк. Вместе с Рожковым у них мог бы получиться неплохой дуэт при условии нормального сценария, режиссуры и аналогичных стараниях других актёров. В «Везучем случае» ничего этого нет, и от этого они здесь выглядят так же глупо, как и все остальные.

Юрий Крук, «L!FE»:

Такого сказочного неуважения к зрителям что в актёрской игре, что в режиссуре, что в монтаже придумать сложно. Логика продюсеров понятна: позвать сериального режиссёра, чтобы можно было ему много не платить и сделать из проекта бенефис «Уральских пельменей», фанбаза которых давно сформирована и придёт на знакомые лица. Только кино, которое в перспективе могло превратиться в российские «Крысиные бега» Джерри Цукера, потерялось в этом вареве непрофессионализма. <…> Чтобы «Везучий случай» имел право называться художественным фильмом, а не очередным выпуском программы на СТС, к кавээновской троице добавили Михаила Трухина и Алексея Маклакова. И пусть для простого зрителя они оба и являются актёрами одних ролей в «Улицах разбитых фонарей» и «Солдатах», рядом с переигрывающими «Пельменями» они смотрятся как ученики Станиславского, которых маэстро в темечко поцеловал. <…> В итоге мы получили комедию от людей, которые, по собственному мнению, специализируются на взрослом юморе и всегда стремились быть похожими на «Монти Пайтон», в которой не выстреливает ни одна шутка и ни один гэг.

Валерий Кичин, «Российская газета»:

Известная комик-группа «Уральские пельмени» и на телевидении не отличалась тонким юмором, а в фильме обнаружила полную профнепригодность: на большом экране у неё не оказалось ни грана необходимого комедии обаяния, пусть даже отрицательного. И уж тем более не оказалось актёрских навыков. Бывшие ка-вэ-энщики суетятся, преувеличенно комикуют, делают уморительные, с их точки зрения, рожи, бестолково носятся друг за другом, не высекая из всего этого ни грана юмора и тем более — смысла. Зная причастность к данному действу авторов фильма «Горько!», я всё опасался, что героев опять макнут мордой в салат — и, конечно, этот коронный номер не заставил себя ждать.